# Bronisław Duży
Bronisław Duży (ur. 1957) – polski puzonista, kompozytor, aranżer.

## Życiorys
Absolwent Akademii Muzycznej w Katowicach na Wydziale Jazzu i Muzyki Rozrywkowej w klasie puzonu, a także wykładowca na tej uczelni. Został uhonorowany stypendium im. Krzysztofa Komedy. Od 1987 roku znajduje się na czołowym miejscu organizowanej przez Jazz Forum ankiety Jazz Top w kategorii „Puzon”.
Współpracował i nagrywał z następującymi wykonawcami: Sesja 80 Acoustic Action, Young Power (3 albumy), Pick Up Formation (2 albumy), Free Cooperation (4 albumy), Twinkle Brothers, Big Band i inne projekty Ireneusza Dudka (miał ogromny wpływ na brzmienie i charakter takich płyt śląskiego bluesmana, jak Irek Dudek No 1, czy  New Vision Of Blues), Priest & Big Cork (1 album mający za tytuł nazwę zespołu), DDD (brał udział w nagraniu jedynego albumu formacji pt. Dużo Dobrych Dźwięków), Kobranocka (pojawił się jako gość na płycie Kwiaty na żywopłocie), Jorgos Skolias (albumy Do It i Skolias Duży), Bogdan Precz (album Grudusko), Graal (album koncertowy Live in Bohema Jazz Club), Kostas New Progrram (2 albumy) i Jan Kyks Skrzek.
Jest twórcą i wykonawcą muzyki filmowej dla Telewizji Polskiej – m.in.: Inni (reż. Gwidon Cal), Zostanie legenda (reż. Maciej Pieprzyca), Inferno (reż. Maciej Pieprzyca). Ponadto skomponował muzykę do monodramu Kamień. Rzecz o Edycie Stein, do spektaklu Abelard i Heloiza oraz muzykę na chór mieszany, wydaną na płycie kompaktowej pt. Lipińskie Nieszpory Kolędowe oraz na chór męski Kapucyni.
Brał udział w wielu festiwalach muzycznych w kraju (Jazz Jamboree, Jazz nad Odrą, Jazz Juniors, Festiwal w Jarocinie, Piknik Country w Mrągowie, Złota Tarka, Solo-Duo-Trio) jak i za granicą (Molde, Sztokholm, Oslo, Leningrad, Ryga, Nowosybirsk, Moskwa, Kijów, Lwów, Budapeszt, Praga, Monachium, Berlin, Münster, Nancy, Porto, Madryt, Rzym, Graz, Wiedeń, Luksemburg).
W latach 1991–2000 był Dyrektorem Mysłowickiego Ośrodka Kultury i Sztuki oraz Prezesem Mysłowickiego oddziału PZChiO. Uhonorowany Złotą Odznaką Honorową PZChiO Oddziału Śląskiego w Katowicach. Inicjator i pomysłodawca Mysłowickiego Przeglądu Chórów im. Antoniego Chlondowskiego, cyklicznych koncertów jazzowych w placówkach MOKIS-u w Mysłowicach.
Był redaktorem naczelnym miesięcznika Trójkąt, redaktorem książki pt. Podróż do Źródeł Śląskiej Tradycji, autorstwa dr Krystyny Sajdok oraz zeszytów nutowych z utworami A. Chlondowskiego; konsultantem muzycznym i redaktorem zbioru śląskich pieśni ludowych Śpiywomy po naszymu autorstwa E.Włoska oraz albumu My Kosztowiki.
Od 2012 roku członek Energy Band, big bandu współpracującego z Miejskim Klubem im. Jana Kiepury – Energetyczne Centrum Kultury w Sosnowcu. Zespół akompaniował licznym popowym wykonawcom. Ponadto muzyk nagrał album zatytułowany Przeboje świata.